# Капцов, Валерий Александрович
Валерий Александрович Капцов (род. 13 ноября 1939 года, Ташкент, УзССР, СССР) — советский и российский учёный, специалист в области гигиены труда, член-корреспондент РАМН (2004), член-корреспондент РАН (2014).

## Биография
Родился 13 ноября 1939 года в Ташкенте.
В 1968 году — окончил санитарно-гигиенический факультета 1-го Московского медицинского института имени И. М. Сеченова.
В 1971 году — защитил кандидатскую диссертацию, и был направлен на работу в Московский медицинский стоматологический институт ассистентом кафедры общей гигиены.
С 1975 по 1980 годы — старший научный сотрудник Института медико-биологических проблем Минздрава СССР, где изучал вопросы научного обеспечения медицинских экспериментов во время космических полетов и влияние факторов космического полета на оксигенацию тканей, микроциркуляцию, состояние вкусового и слухового анализаторов, изменение центральной нервной системы, а также занимался вопроса-ми совершенствования методов медицинского контроля космонавтов.
С 1980 по 1993 годы — руководитель лаборатории гигиены труда медицинских работников, а затем заместителя директора НИИ гигиены труда и профзаболеваний АМН СССР по научной работе (с 1988 по 1993 годы).
В 1986 году — защитил докторскую диссертацию.
С 1993 по 2005 годы — директор Всероссийского научно-исследовательского института железнодорожной гигиены.
В 2004 году — избран членом-корреспондентом РАМН.
В 2014 году — стал членом-корреспондентом РАН (в рамках присоединения РАМН и РАСХН к РАН).
В настоящее время — заведующий отделом гигиены труда ВНИИ железнодорожной гигиены, профессор кафедры гигиены медико-профилактического факультета Сеченовского университета.

## Научная деятельность
Специалист страны в области медицины труда.
Основное направление научных исследование ― изучение условий труда и состояние здоровья людей, работающих на вредных производствах в различных отраслях промышленности.
Автор около 500 работ, в том числе более 50 книг, руководств, сборников научных трудов, подготовленных при его участии и под его редакцией.
Под его руководством защищены 16 кандидатских и 9 докторских диссертаций.

## Награды
- Орден Дружбы[5]
- Бронзовая медаль ВДНХ
- Медаль «Ветеран труда»
- Значок «Отличнику здравоохранения»
- Почётное звание «Заслуженный профессор Первого Московского государственного медицинского университета имени И. М. Сеченова» — за выдающиеся достижения в научно-образовательной деятельности и значительный вклад в развитии науки и образования[6]

## Публикации
| Некоторые книги |
| --- |
| Капцов В. А., Дейнего В. Н. Эволюция искусственного освещения: взгляд гигиениста / Под ред. Вильк М. Ф., Капцова В.А. — Москва: Российская Академия Наук, 2021. — 632 с. — 300 экз. — ISBN 978-5-907336-44-2. |
| М. Ф. Вильк, Т. Л. Соснова, [В. А. Капцов, В. Н. Дейнего. Цветовое зрение и безопасность движения / под редакцией В. А. Капцова. — Москва: СПМ-Индустрия, 2017. — 696 с. — 500 экз. — ISBN 978-5-906410-13-9. |
| В. А. Капцов, Г. П. Золотникова, Э. В. Гегерь. Риск здоровью населения в условиях техногенного загрязнения. — Брянск: Десяточка, 2016. — 160 с. — (Монография). — 500 экз. — ISBN 978-5-903201-18-1. |
| Капцов В. А., Вильк М. Ф. Гигиенические, противоэпидемические мероприятия и экологическая безопасность при ликвидации последствий аварий с опасными химическими грузами на железнодорожном транспорте : руководство. — Москва: ООО Фирма «РЕИНФОР», 2011. — 143 с. — ISBN 5-94944-024-2.                                                       |
| Вильк М. Ф., Гоженко А. И., Капцов В. А., Панкова В. Б., Мухамедова Г. Р., Ткач С. И., Лукьяненко А. Е., Николенко Е. Я., Чернова С. Д., Кольцов В. А. Профессиональные заболевания работников железнодорожного транспорта: руководство для врачей. — Москва, 2009. — 224 с. — ISBN 978-5-94944-037-7.                                         |
| Капцов В. А. Обеспечение санитарно-эпидемиологического благополучия на объектах транспорта Российской Федерации : сборник научно-практических работ. — Москва: ФГУП ВНИИЖГ Роспотребнадзора, 2008. — 439 с. — ISBN 978-5-94944-032-2.. |
| В. А. Капцов, М. Ф. Вильк, Р. М. Хвастунов. Руководство по применению методов квалиметрии в профилактической медицине. — Москва: РЕИНФОР, 2007. — 229 с. — ISBN 978-5-94944-027-8. |
| О. Ю. Атьков, М. Ф. Вильк, В. А. Капцов. Руководство по медицинской реабилитации работников железнодорожного транспорта при начальных стадиях и легких формах заболеваний, связанных с профессией. — Москва: ООО Фирма «РЕИНФОР», 2006. — 291 с. — ISBN 5-94944-022-6.                                                                         |
| Г. Г. Онищенко, В. А. Капцов, М. Ф. Вильк. Транспортная экогигиена. — Москва: РЕИНФОР, 2006. — 343 с. — ISBN 5-94944-025-0. |
| В. А. Капцов, Н. А. Павловская, Б. Т. Величковский. Лабораторная диагностика : рук. по методам исслед. проф., экол. зависимых заболеваний и действия наркот. веществ. — Москва: ИПЦ ФГУП ВНИИЖГ — ООО Фирма РЕИНФОР, 2005. — 265 с. — ISBN 5-94944-020-X.                                                                                      |
| Седов А. В., Гончаров С. Ф., Капцов В. А., Шанайца П.С. Средства индивидуальной и коллективной защиты в чрезвычайных ситуациях. — Москва: ООО Фирма «РЕИНФОР», 2005. — 203 с. — ISBN 5-94944-012-9. |
| Капцов В. А., Комаров Ю. М., Троицкая А. Ю., Кудрин В. А., Медведев О. С., Михайлова Н. В., Осипова Н. В., Галанова Г.И. Обеспечение качества медицинской помощи: руководство. — Москва: ООО Фирма «Реинфор», 2004. — 237 с. — ISBN 5-94944-013-7.                                                                                             |
| В. А. Капцов, А. П. Мезенцов, В. Б. Панкова. Производственно-профессиональный риск железнодорожников. — Москва: Всерос. науч.-исслед. ин-т ж.-д. гигиены МПС России, 2002. — 350 с. — ISBN 5-94944-002-1. |
| Капцов В. А., Вильк М. Ф., Онищенко Г. Г., Седов А. В., Гончаров С.Ф. Защита человека в чрезвычайных ситуациях. — 2-е изд. — Москва: ООО Фирма «Реинфор», 2002. — 502 с. — ISBN 5-94944-002-1. |
| С. Д. Кривуля, В. А. Капцов, И. Ф. Боярчук. Гигиенический мониторинг при транспортировке массовых химических грузов железнодорожным транспортом. — Москва: Всерос. науч.-исслед. ин-т ж.-д. гигиены, 2001. — 478 с. — ISBN 593018-022-9. |
| Капцов В. А. и др. Средства индивидуальной защиты работающих на железнодорожном транспорте" : каталог-справочник. — Москва: Изд-во центра «Транспорт», 1996. — 426 с. |
| Новиковская Т. В., Ковалева И. В., Базазьян А. Г., Хвастунов Р. М., Коршунов Ю. Н., Капцов В. А., Кривуля С. Д., Суворов С. В., Тихова Т. С., Боярчук И. Ф. Руководство по медицинским вопросам профилактики и ликвидации последствий аварий с опасными химическими грузами на железнодорожном транспорте. — 2-е изд. — Москва, 1996. — 886 с. |